# Jesuitenkolleg Friedberg

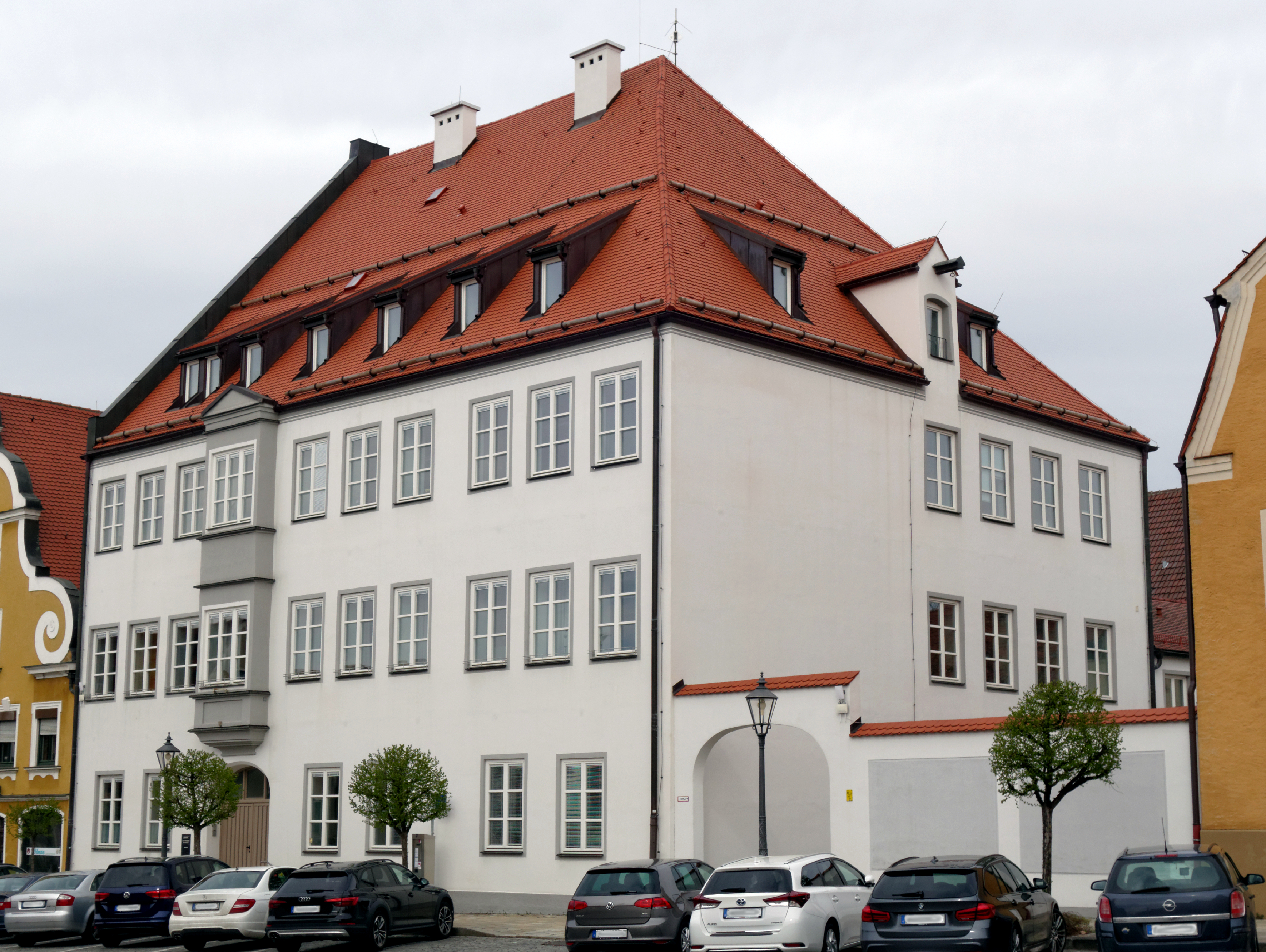
Ehemaliges Hauptgebäude des Jesuitenkollegs am Marienplatz in Friedberg

Das frühere Hauptgebäude des Jesuitenkollegs am Marienplatz 5 in Friedberg ist ein Baudenkmal und heute ein städtisches Verwaltungsgebäude.

## Geschichte
Die Fugger beabsichtigten zu Zeiten der Reformation die Errichtung eines Jesuitenkolleg in Augsburg, konnten ihr Vorhaben aber nicht durchsetzen. Der bayerische Herzog Wilhelm V. gestattete schließlich eine Niederlassung mit Kirche, Kolleg und Schule in Friedberg. Zunächst wurden 1587 zwei Häuser, heute Marienplatz 5 und 7, von Octavian Secundus und Philipp Eduard Fugger für den Orden erworben. Ein Jahr später wurde eine Kapelle eingeweiht. 1590 wurde der Besitz der Jesuiten um zwei Häuser und 1594 um zwei weitere Gebäude und Gärten erweitert. Das Jesuitengebäude am Marianplatz 5 bildete das Hauptgebäude. Von 1590 bis zum Dreißigjährigen Krieg fand der katechetische Unterricht der Kinder bei den Jesuiten statt. Bis 1806 gehörten auch je ein Hof in Wiffertshausen und Rederzhausen dem Orden. Nach dem Dreißigjährigen Krieg zogen sich die Jesuiten aus Friedberg zurück. Das Jesuitengebäude am Marienplatz diente später als Landrichterhaus, kgl. Bezirksamt und Amtsgebäude des damaligen Landkreises Friedberg. 1798/99 war es das Hauptquartier des habsburgischen Erzherzogs Karl während der Koalitionskriege. Es ist heute ein Verwaltungsgebäude der Stadt und dient als Bürgermeisteramt.

## Gebäude
Bei dem ehemaligen Haupthaus des Jesuitenkollegs handelt es sich um einen dreigeschossigen Walmdachbau, im Kern aus dem 17. Jahrhundert. Die ursprüngliche Gliederung der Giebelseiten durch Bänder und Fenster ist nicht mehr erhalten. Auf einem Stich von Michael Wening aus dem Jahr 1701 ist zu erkennen, dass das Dach einst Kelchkamine und Schleppgauben trug. Der Hängeerker über beiden Geschossen befand sich ursprünglich in der Mitte der Fassade: das Gebäude wurde später nach Osten hin erweitert, wie an dem abgewalmten Dach zu erkennen ist. Aus der Zeit der Jesuiten stammen ein korbbogiger Flur im Erdgeschoss und Stuckornamente im Treppenhaus. Im zweiten Obergeschoss existiert noch die Hauskapelle der Jesuiten.